# Sphacanthus
- Commons
- Wikispecies

Sphacanthus Benoist , 1939, segundo o Sistema APG II, é um gênero botânico da família Acanthaceae

## Espécies
As principais espécies são:
- Sphacanthus brillantaisia
- Sphacanthus humberti